# Gawrilow-Jam
Gawrilow-Jam (russisch Гаврилов-Ям) ist eine Stadt in der Oblast Jaroslawl (Russland) mit 15.576 Einwohnern (Stand 2024).

## Geografie
Die Stadt liegt etwa 45 km südlich der Oblasthauptstadt Jaroslawl an der Kotorosl, einem rechten Nebenfluss der Wolga.
Gawrilow-Jam ist Verwaltungszentrum des gleichnamigen Rajons.
Die Stadt ist Endpunkt einer bei Semibratowo nördlich Rostow von der Transsibirischen Eisenbahn abzweigenden 20 Kilometer langen Eisenbahnstrecke.

## Geschichte

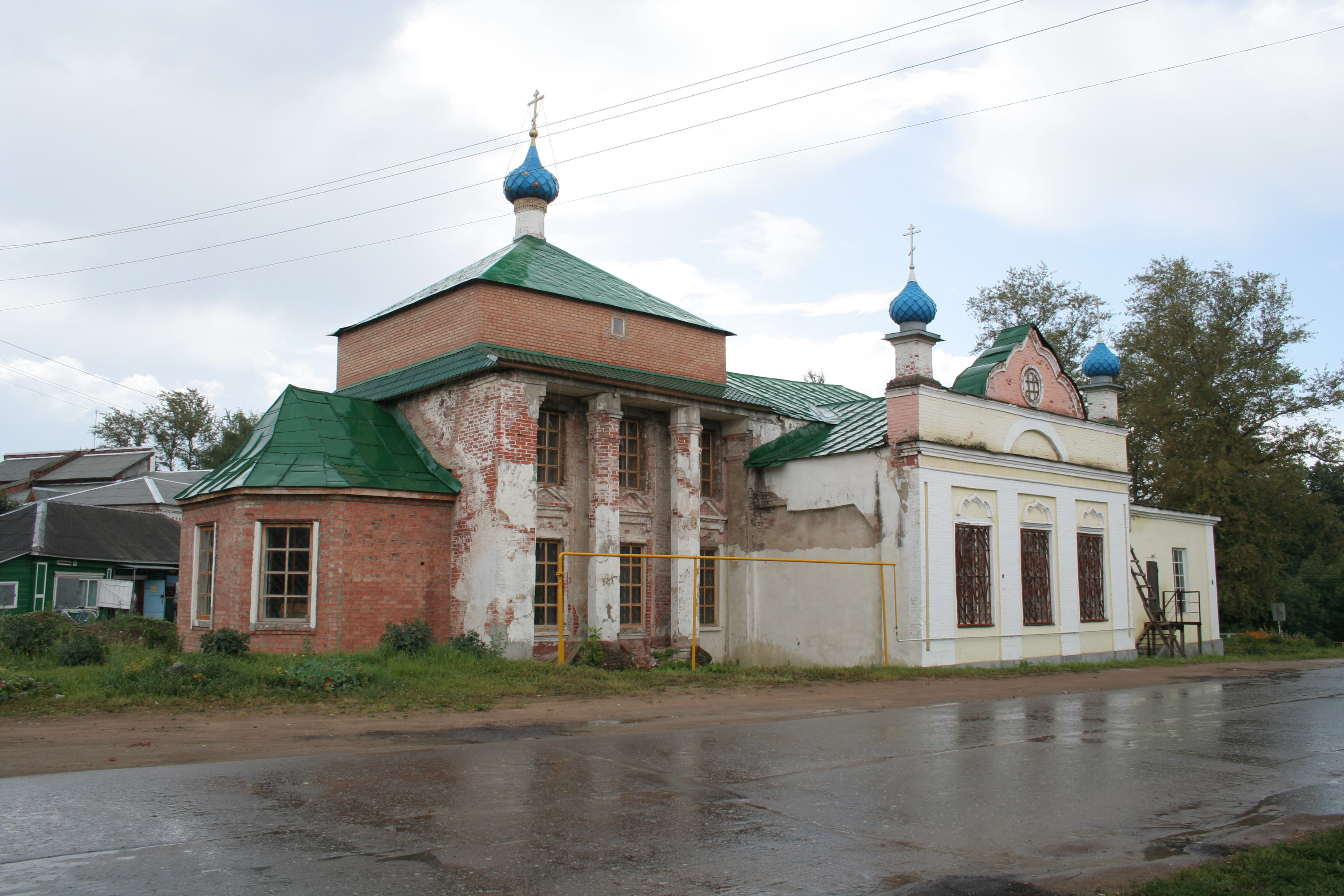
Nikolaus-Kirche in Gawrilow-Jam

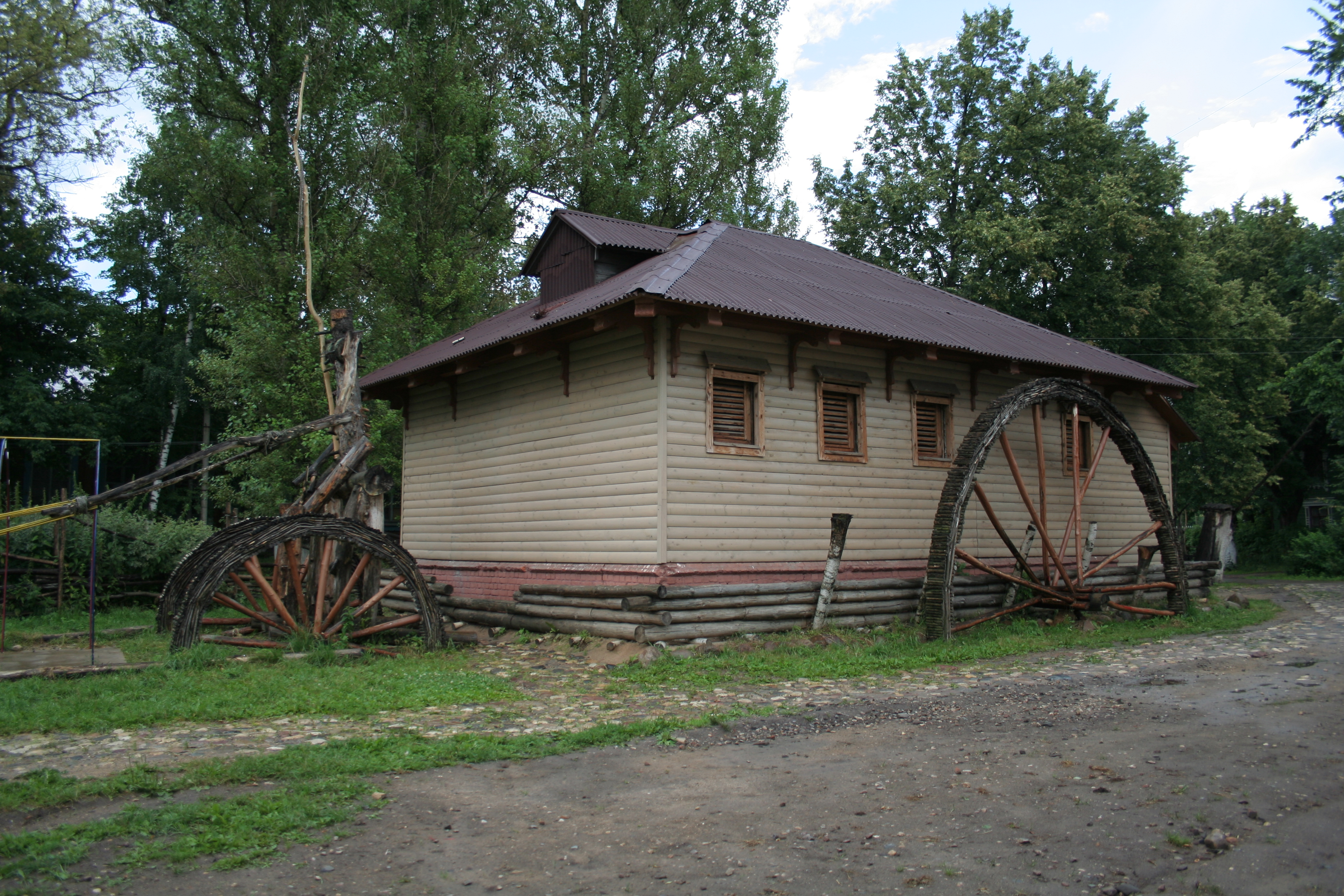
Museum des Postkutschers (Jamschtschik)

Der Ort wurde erstmals 1545 als Ansiedlung Gawrilowo auf den damaligen Ländereien des Dreifaltigkeitsklosters von Sergijew Possad 7 Kilometer vom Rostow–Susdaler Trakt entfernt erwähnt (als Trakt wurden im alten Russland Heer-, Post- und Handelsfernstraßen bezeichnet). Der Name ist von Gawriil, volkstümlich Gawrila, russisch für Gabriel abgeleitet.
1580 wird der Ort Gawrilowski Jam genannt, was auf das Vorhandensein eines Jam hindeutet, womit im Russischen Relaispferdegehege für Poststationen bzw. auch die Stationen selbst bezeichnet wurden. Später hieß der Ort Gawrilow-Jamskaja sloboda, seit dem Ende des 18. Jahrhunderts Gawrilow-Jam.
Am 5. August 1922 erhielt der Ort den Status einer Siedlung städtischen Typs und am 26. Dezember 1938 das Stadtrecht.

### Bevölkerungsentwicklung
| Jahr | Einwohner |
| ---- | --------- |
| 1939 | 18.567    |
| 1959 | 21.314    |
| 1970 | 20.751    |
| 1979 | 20.687    |
| 1989 | 21.353    |
| 2002 | 19.105    |
| 2010 | 17.791    |

Anmerkung: Volkszählungsdaten

## Wirtschaft
Neben einer bereits 1872 gegründeten Leinenweberei gibt es zwei Maschinenfabriken, eine Druckerei sowie Betriebe der Baumaterialienwirtschaft und der Lebensmittelindustrie.
Eine der Maschinenfabriken ist die 1968 gegründete AGAT, heute Aktiengesellschaft, die u. a. Baugruppen für Flugzeugtriebwerke herstellt.